# Enterobakteriophage PhiX174

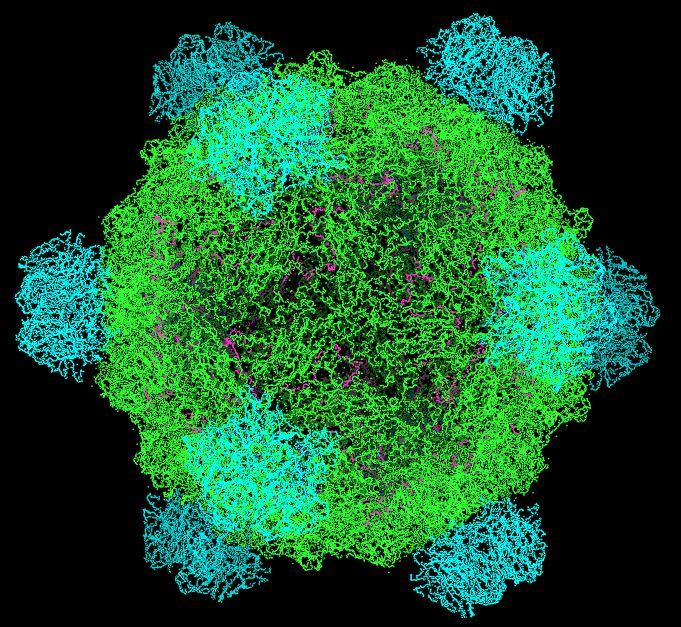
Struktur des Kapsids von ΦX174

Schemazeichnung eines Virusteilchens von Sinsheimervirus

Der Enterobakteriophage PhiX174 (englisch Enterobacteria phage phiX174, Escherichia phage phiX174, deutsch auch Bakteriophage Phi X 174 oder Coliphage φX174, kurz ΦX174; Spezies Sinsheimervirus phiX174, früher Escherichia virus phiX174) ist ein einzelsträngiges DNA-Virus (ssDNA) positiver Polarität, das Bakterien der Art Escherichia coli infiziert. Es ist (mit Stand 7. Mai 2024) die einzige vom International Committee on Taxonomy of Viruses (ICTV) offiziell anerkannte Spezies in der Virusgattung Sinsheimervirus (veraltet Phix174microvirus oder ΦX174-Gruppe genannt); es gibt jedoch weitere Vorschläge (Phage MED1).

## Forschungsgeschichte
Das Genom von ΦX174 ist das erste DNA-basierte Genom, das vollständig sequenziert wurde, diese Arbeit wurde von Fred Sanger und seinem Team im Jahr 1977 abgeschlossen. Walter Fiers und Robert Sinsheimer hatten bereits 1962 nachgewiesen, dass die ΦX174-DNA ringförmig geschlossen ist. Nobelpreisträger Arthur Kornberg hatte 1967 am ΦX174 als Modell erstmals bewiesen, dass in einem Reagenzglas durch gereinigte Enzyme synthetisierte DNA alle Merkmale eines natürlichen Virus erzeugen kann, wodurch das Zeitalter der synthetischen Biologie eingeleitet wurde. In den Jahren 1972–1974 identifizierten Jerard Hurwitz, Sue Wickner und Reed Wickner zusammen mit Mitarbeitern die Gene, die zur Herstellung der Enzyme erforderlich sind, die eine Umwandlung der einzelsträngigen Form des Virus in die doppelsträngige, replikative Form katalysieren.
Im Jahr 2003 berichtete die Gruppe von Craig Venter, dass sie als erstes ein Virusgenom – das von ΦX174 – vollständig in vitro aus synthetisierten Oligonukleotiden zusammengesetzt hatten. Das Viruspartikel (Virion) von ΦX174 wurde ebenfalls in vitro erfolgreich zusammengesetzt. Kürzlich wurde gezeigt, wie das stark überlappende Genom vollständig dekomprimiert werden kann und trotzdem funktionsfähig bleibt.

## Genom

Genom des Bakteriophagen ΦX174 mit seinen 11 Genen

ΦX174 hat eine zirkuläre einzelsträngige DNA (ssDNA) positiver Polarität. Das Genom besteht aus 5386 Nukleotiden, die 11 Proteine kodieren. Von diesen elf Genen sind nur acht für die virale Morphogenese essentiell. Der GC-Gehalt beträgt 44 % und 95 % der Nukleotide gehören zu kodierenden Genen.

## Wirkungsweise
Die Infektion beginnt, wenn das G-Protein an Lipopolysaccharide auf der Oberfläche der bakteriellen Wirtszelle bindet. Das H-Protein steuert als DNA-Pilotprotein das virale Genom durch die Bakterienmembran der Colibakterien (Jazwinski et al. 1975) sehr wahrscheinlich über eine vermutete ‚N-terminale Transmembran-Helix‘ (Tusnády, Simon 2001). Es hat sich jedoch gezeigt, dass H-Protein ein multifunktionelles Protein ist (Cherwa, Young, Fane 2011). Es ist das einzige Kapsidprotein von ΦX174, das nicht in Kristallstruktur vorliegt. Es hat einen niedrigen Gehalt an aromatischen Aminosäuren und einen hohen Glycingehalt, wodurch die Proteinstruktur sehr flexibel wird. Zusätzlich induziert das H-Protein bei hohen Konzentrationen (also am Ende der Vermehrungsphase des Virus) die Lyse (Zerstörung) des bakteriellen Wirts, vermutlich indem die angenommene N-terminale Transmembranhelix Löcher durch die Bakterienwand bohrt. Zusätzlich wurde von Ruboyianes et al. 2009 festgestellt, dass das H-Protein für die optimale Synthese anderer viraler Proteine   erforderlich ist. Die Virusinkoporation verhindernde Mutationen im H-Protein können überwunden werden, wenn Protein B (das interne Gerüstprotein) im Überschuss zugeführt werden.

## Etymologie
φX174 war im Labor von Félix d’Hérelle das 174. Virus der zehnten (römische Ziffer X) Serie von Phagen (griechischer Buchstabe φ ‚phi‘), die gegen mehrere Bakterien gerichtet sind.